# Elezioni dell'Assemblea legislativa di San Pietroburgo del 2021
Le elezioni dell'Assemblea legislativa di San Pietroburgo del 2021 si sono tenute il 17-19 settembre.

## Risultati
| Liste                                         | Voti      | %     | Seggi |
| --------------------------------------------- | --------- | ----- | ----- |
| Russia Unita                                  | 457.936   | 33,29 | 30    |
| Partito Comunista della Federazione Russa     | 240.291   | 17,47 | 7     |
| Russia Giusta                                 | 174.896   | 12,71 | 5     |
| Nuova Gente                                   | 138.289   | 10,05 | 3     |
| Jabloko                                       | 125.870   | 9,15  | 2     |
| Partito Liberal-Democratico di Russia         | 108.703   | 7,90  | 3     |
| Partito della Crescita                        | 56.794    | 4,13  | -     |
| Partito Russo della Libertà e della Giustizia | 33.452    | 2,43  | -     |
| Totale                                        | 1.336.231 |       | 50    |
| Voti non validi                               | 39.282    | 2,86  |       |
| Totale                                        | 1.375.513 | 100   |       |
| Elettori                                      | 3.839.416 |       |       |